# Postgiro
Postgiro er et postalt system til overførsel af pengebeløb fra en girokonto til en anden.

## Postgiro i Danmark
I Danmark blev Postgirokontoret oprettet den 1. januar 1920, og man indførte det postale gireringssystem, hvor pengebeløb kunne overføres fra girokonto til girokonto og fra land til land. Det var et prisbilligt system, og der var forskellige ydelser tilknyttet mod betaling.
Det var gratis at overføre mellem girokonti, og det var relativt billigt at betale sine regninger på et postkontor ved hjælp af postgiro. Man kunne få sin løn udbetalt på en girokonto, men det var ikke muligt at låne penge, og det var, sammenlignet med hvad bankerne kunne tilbyde, meget små procentsatser man fik udregnet renter efter på sit indestående på en girokonto.
For at kunne benytte postgiro skulle man oprette en konto hos Post & Telegrafvæsenet. Med et girokort kunne man, skriftligt og via brev, enten overføre penge fra sin egen konto til en andens, eller, hvis man ikke havde en konto, indbetale penge på en andens girokonto på posthuset. Det var også muligt at udbetale penge fra sin girokonto til en anden ved hjælp af en postanvisning, hvor modtageren fik udbetalt beløbet i kontanter af postbudet på sin adresse.
I 1986 blev Postgiro udskilt som et selvstændigt resultatområde hos P&T, og overgik i 1988 til at være en statsejet virksomhed. I 1991 blev Postgiro privatiseret og samtidig omdannet til også at drive bankvirksomhed under navnet GiroBank A/S. Siden er postgiro og bankernes checkclearing-system forsvundet, idet netbanktjenester har taget over. Princippet bruges dog stadigvæk til betaling af regninger. Det foregår nu online via brugerens egen internetbank.

## Postcheck
Indførslen af postgiro i Danmark skete som en videreudvikling af den tyske og østrig-ungarske postcheck, der siden 1880'erne havde muliggjort postale pengeoverførsler. Post & Telegrafvæsenet i Danmark havde siden den 1. oktober 1909 indført mulighed for, at adressater i Danmark, der hver måned modtog mindst 100 postanvisninger, eller for et beløb svarende til mindst 3.000 kroner, kunne få beløbet for disse overført til deres bankkonto.